# Bundesstraße 239
De Bundesstraße 239 (ook wel B239) is een bundesstraße in Duitsland die loopt door de deelstaten Noordrijn-Westfalen en Nedersaksen.
De B239 begint bij Rehden, verder via Herford, Bad Salzuflen, om te eindigen in Höxter. De B239 is ongeveer 148 km lang.

## Routebeschrijving
Nedersaksen
De B239 begint bij Rehden aan de B214. De B239 loopt door Hemsloh, door Kellenberg en Wagenfeld. Ten zuidoosten van Wagenfeld bereikt men de deelstaatgrens met Noordrijn-Westfalen.
Noordrijn-Westfalen
De B239 loopt langs Rahden en Espelkamp, door Lübbecke waar de B65 kruist, langs Kirchlengern. Daarna kruist ze bij afrit  Kirchlengern de A30 en komt door Schweicheln waar de B61 aansluit. De gecombineerde B61/B239 leidt naar de stad Herford naar afrit Herford-Bielefelder Straße, waar de B61  afbuigt. De B239 loopt verder en kruist bij de afrit Herford/Bad Salzuflen de A2. De B239 loopt langs Bad Salzuflen,  Lage waar ze samenloopt met de B66. Dan komt de weg langs Detmold waar de B238 aansluit, door Horn-Bad Meinberg waar de B1 aansluit en Schieder-Schwalenberg-Wöbbel B252 aansluit. De B239/B252 lopen samen naar Steinheim waar de B252 afbuigt. De B239 loopt door Marienmünster en eindigt in Höxter op een kruising met de B64/B83.
B1 · B3 · B7 · B8 · B9 · B10 · B26 · B27 · B35 · B37 · B38 · B39 · B40 · B41 · B42 · B43 · B43a · B44 · B45 · B47 · B48 · B49 · B50 · B51 · B52 · B53 · B54 · B55 · B55a · B56 · B56n · B57 · B58 · B59 · B61 · B62 · B63 · B64 · B65 · B66 · B66n · B67 · B68 · B70 · B80 · B83 · B84 · B219 · B220 · B221 · B223 · B224 · B225 · B226 · B227 · B228 · B229 · B230 · B231 · B233 · B234 · B235 · B236 · B237 · B238 · B239 · B241 · B249 · B250 · B251 · B252 · B253 · B254 · B255 · B256 · B257 · B258 · B259 · B260 · B261 · B262 · B263 · B264 · B265 · B266 · B267 · B268 · B269 · B270 · B271 · B272 · B274 · B275 · B277a · B278 · B279 · B284 · B288 · B323 · B324 · B326 · B327 · B399 · B400 · B403 · B405 · B406 · B407 · B409 · B410 · B411 · B412 · B413 · B414 · B416 · B417 · B418 · B419 · B420 · B421 · B422 · B423 · B424 · B426 · B427 · B428 · B429 · B448 · B449 · B450 · B451 · B452 · B453 · B454 · B455 · B456 · B457 · B458 · B459 · B460 · B469 · B473 · B474 · B475 · B476 · B477 · B478 · B479 · B480 · B481 · B482 · B483 · B484 · B485 · B486 · B487 · B488 · B489 · B499 · B504 · B506 · B507 · B508 · B509 · B510 · B511 · B513 · B514 · B515 · B516 · B517 · B519 · B520 · B521 · B525 · B528 · B611
B1 · B3 · B3n · B4 · B5 · B6 · B6n · B27 · B51 · B61 · B64 · B65 · B68 · B69 · B70 · B71 · B72 · B73 · B74 · B74n · B75 · B79 · B80 · B82 · B83 · B188 · B190n · B191 · B195 · B207 · B209 · B210 · B211 · B212 · B213 · B214 · B215 · B216 · B217 · B218 · B238 · B239 · B240 · B241 · B242 · B243 · B243a · B244 · B245a · B247 · B248 · B322 · B401 · B402 · B403 · B404 · B408 · B431 · B433 · B434 · B435 · B436 · B437 · B438 · B439 · B440 · B441 · B442 · B443 · B444 · B445 · B446 · B447 · B461 · B475 · B482 · B490 · B493 · B494 · B495 · B496 · B497 · B524 · B530